# Pineia
Pineia  este un oraș în Grecia în prefectura Elida.